# Marta Ścisłowicz
Marta Ścisłowicz (ur. 2 maja 1984 w Tychach) – polska aktorka filmowa, telewizyjna i teatralna.
Jest absolwentką I Liceum Ogólnokształcącego im. Leona Kruczkowskiego w Tychach. W 2007 ukończyła studia na wydziale aktorskim Państwowej Wyższej Szkoły Teatralnej we Wrocławiu. W latach 2007–2012 występowała na deskach Teatru Polskiego im. Hieronima Konieczki w Bydgoszczy. Obecnie współpracuje z Teatrem im. Żeromskiego w Kielcach i Teatrem Starym w Krakowie.

## Życie prywatne
Jest związana z Piotrem Żurawskim.

## Filmografia
- Marzenie (2003, etiuda szkolna) jako marzycielka
- Pierwsza miłość (2005) jako Franciszka Klimowicz, salowa na oddziale ginekologii Szpitala Kolejowego we Wrocławiu
- Warto kochać (2005-2006)
- Wszyscy jesteśmy Chrystusami (2006)
- Test (2006, etiuda szkolna) jako pielęgniarka
- Na dobre i na złe (2006-2007) jako Maria Wasilczuk (odc. 273, 296 i 307)
- Warszawianka (2007, etiuda szkolna) jako Basia
- Kryminalni (2007) jako Magda (odc. 72-73)
- Jutro idziemy do kina (2007) jako Ania
- Samo życie (2008-2009) jako Izabela Malachowicz, asystentka Kurta Torstenssona (odc. 1201, 1203-1206)
- Teraz albo nigdy! (2008) jako mama Zosi (odc. 10)
- Przesilenie (2008, spektakl telewizyjny) jako Terri Scholes
- Pożegnania (2008) jako dziewczyna
- Niesamowite historie (2008-2009) jako Hanna Zabłocka, organizatorka ślubów (odc. pt Ślub)
- Przeznaczenie (2009) jako kelnerka (odc. 10)
- Blondynka (2009-2018) jako Majka, przyjaciółka Sylwii
- Afonia i pszczoły (2009) jako Estera
- Usta usta (2010) jako Ania (odc. 18, 20-21)
- Prosto w serce (2010-2011) jako Natalia Poranek (odc. 158-174, 176-189, 191, 193-196)
- Strona A (2011, etiuda szkolna) jako Ania
- Listy do M. (2011) jako Magda, sekretarka Wladiego
- Linia życia (2011) Anna Grabowska, siostra Igora
- Józef K. (2011, etiuda szkolna) jako dziewczyna
- Reguły gry (2012) jako Karolina, przyjaciółka Nataszy (odc. 1)
- Ojciec Mateusz (2012) jako Blanka Jung (odc. 100)
- Lekarze (serial telewizyjny) (2012-2014) jako ginekolog Magdalena Żelichowska
- Takie życie (2013) jako Halina
- M jak miłość (2013-2015) jako Olga, siostra Ali Zduńskiej, ciotka Basi
- Lekarze po godzinach (2013) jako ginekolog Magdalena Żelichowska (odc. 3)
- Czas honoru (2013) jako Skowrońska, więźniarka UB (odc.70)
- Viola My Love (2013) jako Viola W.
- O mnie się nie martw (2014-2017) jako Beata Walicka-Zarzycka, partnerka Zarzyckiego
- Miasto 44 (2014) jako kobieta ze służb cywilnych
- Całe mnóstwo miłości (2014) jako przyjaciółka Anki
- Bogowie (2014) jako pielęgniarka Magda
- Zaręczyny (2015, spektakl telewizyjny) jako Maria
- Strażacy (2015-2016) jako Magdalena Konarska
- Słaba płeć? (2015) jako tłumaczka
- Prokurator (2015) jako Marta Greń, przewodniczka w Muzeum Powstania Warszawskiego (odc. 5)
- Nie rób scen (2015) jako przedszkolanka Natalia Nowak (odc. 2-4, 7-9)
- Historia Roja, czyli w ziemi lepiej słychać (2015) jako Sarna (odc. 1-2 i 4)
- Historia Roja (2016) jako Sarna
- Druga szansa (2016) jako terapeutka (odc. 2, 9 i 12-13)
- Robal (2017, etiuda szkolna) jako mama
- Nazywam się Julita (2017) jako Julita
- Na Wspólnej (2018) jako Patrycja Gałczyńska (odc. 2695, 2700-2701, 2715-2716 i 2725)
- Ułaskawienie (2018) jako Halina Kolska
- Elizabeth (2018) jako Magda
- Córka trenera (2018) jako lekarka
- Rykoszety (2019) jako Marzena, żona Tadka
- Echo serca (2019) jako Ada Jarosz (odc. 13)
- 1800 gramów (2019)
- Skazana (od 2021) jako doktor Basia Dworak
- Moje wspaniałe życie (2021)

## Polski dubbing
- XCOM: Enemy Unknown (2012)
- Halo 4 (2012) jako Sarah Palmer
- Battlefield 4 (2013)
- Sunset Overdrive (2014) jako Główna bohaterka
- Disney Infinity 3.0 (2015)
- Halo 5: Guardians (2015)
- Maria Magdalena (Mary Magdalene, 2018) jako Maria Magdalena

## Teatr
- 2005
  - Moja ojczyzna, reż. Edward Kalisz, Teatr Mały we Wrocławiu[3]
  - Szewczyny jako Czeladniczka I i II, Józka Tempe, reż. Stanisław Melski, Impart Wrocław
- 2006
  - Cyrano de Bergerac jako Roksana, reż. Wojciech Kościelniak, Wydziały Zamiejscowe PWST Kraków we Wrocławiu[4]
- 2007
  - Śluby panieńskie jako Aniela, reż. Edward Kalisz, Teatr Mały we Wrocławiu
  - Madame de Sade jako Renée, reż. Teresa Sawicka, Wydziały Zamiejscowe PWST Kraków we Wrocławiu
  - Don Juan wraca z wojny jako Druga Kobieta, Pierwsza Córka, Dama z Berna, Pierwsza Stara Kobieta, reż. Gadi Roll, Teatr Polski we Wrocławiu[5]
  - Zemsta jako Klara, reż. Edward Kalisz, Teatr Mały we Wrocławiu
  - Jazz baba riba, reż. Stanisław Melski, Teatr Mały we Wrocławiu
  - Motortown, reż. Grażyna Kania, Teatr Polski w Bydgoszczy
- 2008
  - O zwierzętach, reż. Łukasz Chotkowski, Teatr Polski w Bydgoszczy[6]
  - Kajtuś Czarodziej (rola aktorska, asystentka reżysera), reż. Łukasz Kos, Teatr Polski w Bydgoszczy[7]
  - Sprawa Dantona, reż. Paweł Łysak, Teatr Polski w Bydgoszczy[8]
  - Szepty, reż. Jacek Burban, Teatr Polski we Wrocławiu[9]
  - Cherry Blossom, reż. Campbell Lorne, Teatr Polski w Bydgoszczy[10]
- 2009
  - Trzy siostry jako Olga, reż. Paweł Łysak, Teatr Polski w Bydgoszczy[11]
  - Płatonow, (rola aktorska, asystentka reżysera), reż. Maja Kleczewska, Teatr Polski w Bydgoszczy[12]
  - V (F) ICD-10. Transformacje, reż. Paweł Łysak, Teatr Polski w Bydgoszczy[13]
- 2010
  - Słowacki. 5 dramatów. Rekonstrukcja historyczna (Mazepa, Sen Srebrny Salomei, Ksiądz Marek, Horsztyński, Kordian), reż. Paweł Wodziński, Teatr Polski w Bydgoszczy[14]
  - Joanna d’Arc. Proces w Rouen, reż. Remigiusz Brzyk, Teatr Polski w Bydgoszczy[15]
  - Opowiem wam bajkę, reż. Paweł Łysak, Muzeum Powstania Warszawskiego[16]
- 2011
  - Wielki Gatsby jako dziewczyna Toma, reż. Michał Zadara, Teatr Polski w Bydgoszczy[17]
  - Szwoleżerowie jako Sandra Karmiąca, reż. Jan Klata, Teatr Polski w Bydgoszczy[18]
- 2012
  - Opowieści zimowe (na podstawie baśni: Choinka, Królowa śniegu, Śniegowy bałwan), reż. Iga Gańczarczyk, Teatr Polski w Bydgoszczy[19]
  - Operetka, asystentka reżysera, reż. Wojciech Kościelniak, Teatr Dramatyczny w Warszawie[9]
- 2013
  - Caryca Katarzyna jako Katarzyna II, reż. Wiktor Rubin, Teatr im. Stefana Żeromskiego w Kielcach[20]
  - Katastronauci, reż. Iga Gańczarczyk, Nowy Teatr w Warszawie[21]
- 2014
  - Towiańczycy, królowie chmur jako Karolina Towiańska, reż. Wiktor Rubin, Stary Teatr im. Heleny Modrzejewskiej w Krakowie[22]

## Teatr Telewizji
- 2009 – Przesilenie jako Terri Scholes, reż. Waldemar Krzystek

## Występy radiowe
- 2008 – Obora, reż. Paweł Łysak, Teatr Polskiego Radia[23]
- 2009 – Proszę państwa do gazu, reż. Paweł Łysak, Teatr Polskiego Radia[24]

## Nagrody
- 2007
  - Wyróżnienie Ministra Kultury i Dziedzictwa Narodowego za rolę Roksany w przedstawieniu Cyrano de Bergerac
  - Łódź – XXV Festiwal Szkół Teatralnych, nagroda za rolę Renée w przedstawieniu Madame de Sade
- 2010
  - Najlepsza aktorka młodego pokolenia Teatru Polskiego im. Hieronima Konieczki w Bydgoszczy. Nagrodę przyznaje Gazeta Wyborcza
  - Opole – XXXV Opolskie Konfrontacje Teatralne „Klasyka Polska”, nagroda za rolę Judyty w spektaklu Słowacki. 5 dramatów. Rekonstrukcja historyczna z Teatru Polskiego im. Hieronima Konieczki w Bydgoszczy
- 2013
  - Kraków – 6. Międzynarodowy Festiwal Teatralny „Boska Komedia”, nagroda za najlepszą rolę żeńską w spektaklu Caryca Katarzyna z Teatru im. Stefana Żeromskiego w Kielcach
- 2014
  - Łódź – Plebiscyt Publiczności XX Międzynarodowego Festiwalu Sztuk Przyjemnych i Nieprzyjemnych, tytuł Najlepszej Aktorki za rolę Carycy Katarzyny w spektaklu Caryca Katarzyna w reżyserii Wiktora Rubina z Teatru im. S. Żeromskiego w Kielcach
  - Kalisz – 54. Kaliskie Spotkania Teatralne, główna nagroda aktorska za rolę Katarzyny II w spektaklu Caryca Katarzyna Jolanty Janiczak w reżyserii Wiktora Rubina z Teatru im. Stefana Żeromskiego w Kielcach

## Wywiady
- 2008-10-26 Zawód aktora to cygańskie życie
- 2010-04-06 Ryzyko mnie kręci
- 2010-04-08 Aktor ma coś z nomady
- 2010-05-08 Z nogą w gipsie na szczęście
- 2010-08-10 Życie na walizkach
- 2010-10-25 Jak Tychy przyjęły Martę Ścisłowicz?
- 2011-03-07 Tyszanka Marta Ścisłowicz w Linii życia, nowym serialu Polsatu
- 2012-03-20 Zaczęło się od Kopciuszka
- 2013-07-26 Można czasami zaszaleć
- 2015-01-03 Sama nagość mnie nie krępuje; jestem tak po prostu wychowana
- 2015-01-05 Nie projektuję przyszłości

## Wywiady telewizyjne
Marta Ścisłowicz o nowej roli (Prosto w serce)
Marta Ścisłowicz o serialowej postaci (Linia życia)
Najciekawsze spotkania dla miłośników teatru (Warszawskie Spotkania Teatralne)